# PAEP
PAEP‏ (Progestagen associated endometrial protein) هوَ بروتين يُشَفر بواسطة جين PAEP في الإنسان.